# Piattaforma di ghiaccio Cosgrove
La piattaforma di ghiaccio Cosgrove (74°34′S 100°22′W) è una piattaforma glaciale larga circa 56 km, situata nella parte orientale della baia tra la penisola King e la penisola Canisteo, nella Terra di Ellsworth, in Antartide.

## Storia
La piattaforma fu mappata per la prima volta grazie a fotografie aeree scattate dalla Marina militare degli Stati Uniti d'America (USN) durante l'operazione Highjump nel 1946-47 e battezzata dal Comitato consultivo dei nomi antartici (in inglese Advisory Committee on Antarctic Names, US-ACAN) in onore del tenente Jerome R. Cosgrove, della Riserva Navale degli Stati Uniti, ufficiale assistente alle comunicazioni dello staff del Comandante in Antartide, durante l'operazione Deep Freeze nel 1967-68.